# Jazz Age
De Jazz Age beschrijft het tijdperk in de Verenigde Staten na het einde van de Eerste Wereldoorlog. De periode, vanaf 1918 tot ca. 1929, omvatte de Roaring Twenties en eindigde met het begin van de Grote Depressie. Kenmerkend waren de teloorgang van traditionele waarden van de voorgaande periode en het fors stijgen van de beurswaarden. 
De era dankt zijn naam aan de populaire muziek, die een enorme opgang maakte door de vele dansorkesten en de groeiende verkoop van grammofoonplaten in de Verenigde Staten. Er heerste een groot optimisme en geloof in de mogelijkheden van nieuwe technologieën zoals de auto, vliegreizen en de telefoon, en nieuwe modernistische tendensen kleurden het sociale gedrag, de kunst en de cultuur. Centrale ontwikkelingen waren art-deco-ontwerp en -architectuur. 
De term Jazz Age werd bedacht door de schrijver F. Scott Fitzgerald, die dit nieuwe tijdperk van "ontspanning" bekritiseerde in romans zoals The Great Gatsby.